# Champvans (Jura)
Pour les articles homonymes, voir Champvans.
 (décembre 2011).
Champvans  ([ʃɑ̃.vɑ̃]) est une commune française située dans le département du Jura, dans la région culturelle et historique de Franche-Comté et la région administrative Bourgogne-Franche-Comté.  
Ses habitants sont appelés les Champvannais et Champvannaises.

## Géographie

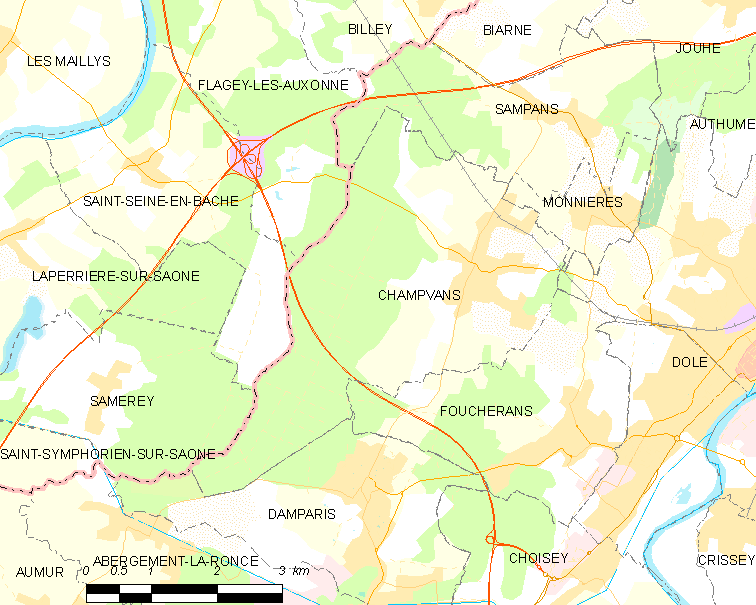
Situation de Champvans.

La commune de Champvans est située dans le département du Jura, à 5 km de la ville de Dole. La commune s'étend sur 14,2 km². Son altitude moyenne est de 207 m. Le village de Champvans possède une hauteur nommée : "Mont-coq" ou "Mont de Champvans" (284m). 

### Climat
Pour des articles plus généraux, voir Climat de la Bourgogne-Franche-Comté et Climat du département du Jura.
En 2010, le climat de la commune est de type climat océanique dégradé des plaines du Centre et du Nord, selon une étude du Centre national de la recherche scientifique s'appuyant sur une série de données couvrant la période 1971-2000. En 2020, Météo-France publie une typologie des climats de la France métropolitaine dans laquelle la commune est exposée à un climat semi-continental et est dans la région climatique  Bourgogne, vallée de la Saône, caractérisée par un bon ensoleillement (1 900 h/an), un été chaud (18,5 °C), un air sec au printemps et en été et des vents faibles. 
Pour la période 1971-2000, la température annuelle moyenne est de 10,8 °C, avec une amplitude thermique annuelle de 17,6 °C. Le cumul annuel moyen de précipitations est de 941 mm, avec 12,4 jours de précipitations en janvier et 8,3 jours en juillet. Pour la période 1991-2020, la température moyenne annuelle observée sur la station météorologique de Météo-France la plus proche, « Dole », sur la commune de Dole à 5 km à vol d'oiseau, est de 11,6 °C et le cumul annuel moyen de précipitations est de 1 023,0 mm. 
La température maximale relevée sur cette station est de 40 °C, atteinte le 31 juillet 2020 ; la température minimale est de −24 °C, atteinte le 10 janvier 1985,,. 
Les paramètres climatiques de la commune ont été estimés pour le milieu du siècle (2041-2070) selon différents scénarios d'émission de gaz à effet de serre à partir des nouvelles projections climatiques de référence DRIAS-2020. Ils sont consultables sur un site dédié publié par Météo-France en novembre 2022.

## Urbanisme

### Typologie
Au 1er janvier 2024, Champvans est catégorisée bourg rural, selon la nouvelle grille communale de densité à sept niveaux définie par l'Insee en 2022.
Elle est située hors unité urbaine. Par ailleurs la commune fait partie de l'aire d'attraction de Dole, dont elle est une commune de la couronne,. Cette aire, qui regroupe 87 communes, est catégorisée dans les aires de 50 000 à moins de 200 000 habitants,.

### Occupation des sols
L'occupation des sols de la commune, telle qu'elle ressort de la base de données européenne d’occupation biophysique des sols Corine Land Cover (CLC), est marquée par l'importance des forêts et milieux semi-naturels (52,2 % en 2018), une proportion sensiblement équivalente à celle de 1990 (52,7 %). La répartition détaillée en 2018 est la suivante : 
forêts (52,2 %), terres arables (21,5 %), prairies (9,2 %), zones agricoles hétérogènes (8,8 %), zones urbanisées (8,3 %). L'évolution de l’occupation des sols de la commune et de ses infrastructures peut être observée sur les différentes représentations cartographiques du territoire : la carte de Cassini (XVIIIe siècle), la carte d'état-major (1820-1866) et les cartes ou photos aériennes de l'IGN pour la période actuelle (1950 à aujourd'hui).

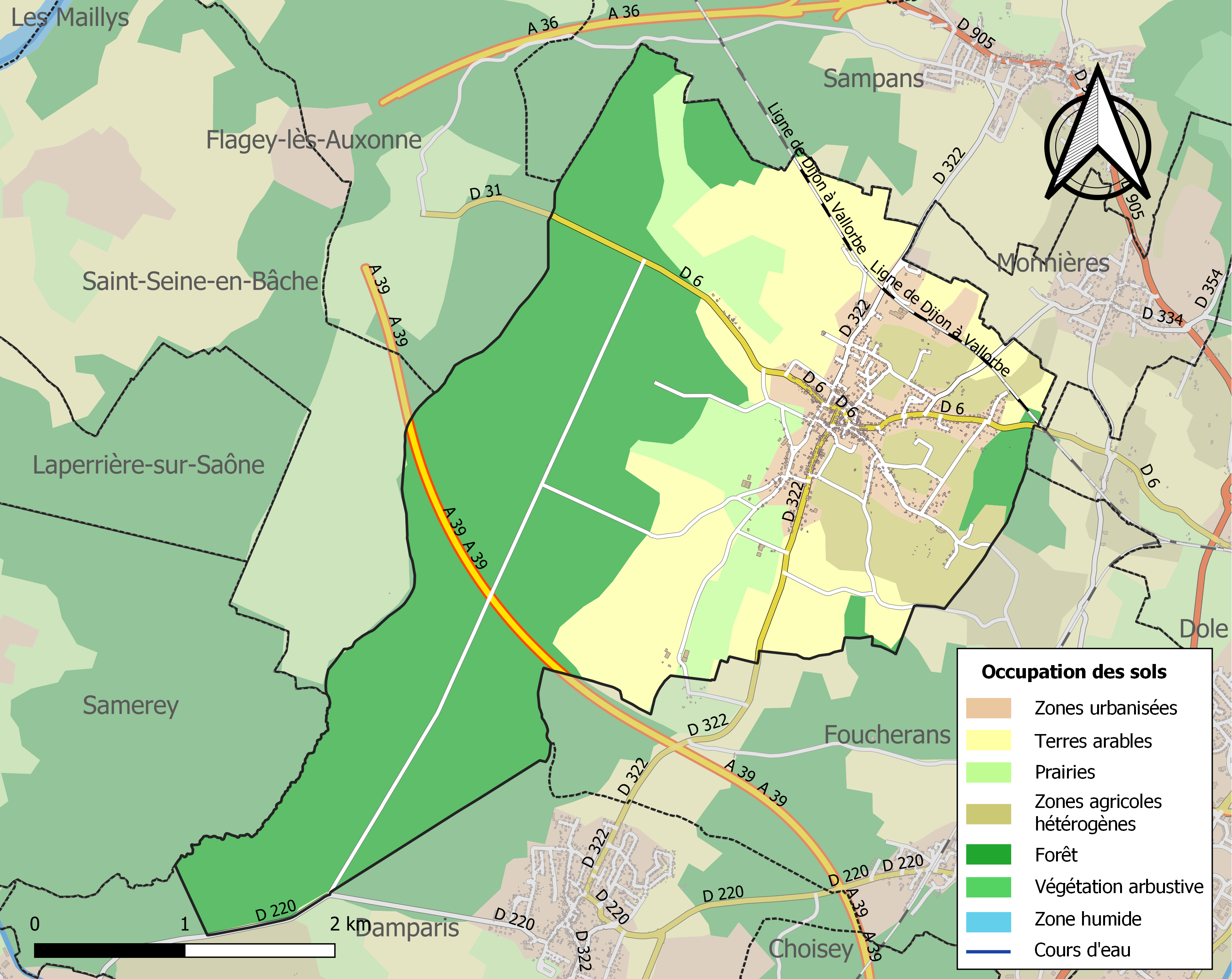
Carte des infrastructures et de l'occupation des sols de la commune en 2018 (CLC).

## Histoire
La commune est jumelée avec Hüffenhardt (Allemagne) depuis 1980.

## Héraldique
| Blason de Champvans | Blason  | Coupé: au 1er mi-coupé d'azur semé de billettes d'or au lion du même, au 2e de gueules à la branche de chêne de sinople, englantée de trois pièces d'agent et posée en fasce; à la divise d'argent chargée de l'inscription « Champvans » de sable et brochant sur la partition. |
| Blason de Champvans | Détails | Le statut officiel du blason reste à déterminer. |

## Politique et administration
| Période | Période  | Identité                        | Étiquette | Qualité                                                                 |
| ------- | -------- | ------------------------------- | --------- | ----------------------------------------------------------------------- |
| 1790    | 1791     | Nicolas Robert                  |           | ex-chirurgien                                                           |
| 1791    | 1792     | Claude-François Roumette        |           |                                                                         |
| 1792    | 1793     | Denis Geuriet                   |           |                                                                         |
| 1793    | 1795     | Claude-Antoine Pointurier       |           |                                                                         |
| 1795    | 1795     | Henri Perrenot                  |           |                                                                         |
| 1795    | 17..     | Pierre-François Robert          |           |                                                                         |
| 1801    | 1824     | Claude-François Robert          |           |                                                                         |
| 1824    | 1830     | Joseph Barbelenet               |           |                                                                         |
| 1830    | 1831     | Nicolas Michaud                 |           |                                                                         |
| 1831    | 1831     | Claude-Louis Lanaud             |           |                                                                         |
| 1831    | 1841     | Charles Perrenot                |           |                                                                         |
| 1841    | 1848     | François-Joseph Viverge         |           |                                                                         |
| 1848    | 1851     | Pierre-Joseph Boudriot          |           |                                                                         |
| 1851    | 1852     | Philippe Michaud-Leguéry        |           |                                                                         |
| 1852    | 1865     | François-Joseph Viverge-Charton |           |                                                                         |
| 1865    | 1870     | Charles-Antoine-Hercule Lombard |           |                                                                         |
| 1870    | 1878     | Félix Michaud                   |           |                                                                         |
| 1878    | 1881     | Auguste Daubigney               |           |                                                                         |
| 1881    | 1884     | Félix Michaud                   |           |                                                                         |
| 1884    | 1904     | Auguste Daubigney               |           |                                                                         |
| 1904    | 1912     | Théodore Jourdain               |           |                                                                         |
| 1912    | 1930     | Ferdinand Sauterey (1855-1930)  |           |                                                                         |
| 1930    | 1935     | Samuel Charpiot                 |           |                                                                         |
| 1935    | 1965     | Gilbert Lanouzière              |           |                                                                         |
| 1965    | 1977     | André Michaud                   |           |                                                                         |
| 1977    | 1989     | René Roquelle                   | SE        |                                                                         |
| 1989    | 2001     | Alain Raby                      | SE        | Préparateur en Pharmacie                                                |
| 2001    | En cours | Dominique Michaud               | DVD       | Agent de maitrise retraité, suppléant de la Sénatrice Sylvie Vermeillet |

## Démographie
L'évolution du nombre d'habitants est connue à travers les recensements de la population effectués dans la commune depuis 1793. Pour les communes de moins de 10 000 habitants, une enquête de recensement portant sur toute la population est réalisée tous les cinq ans, les populations de référence des années intermédiaires étant quant à elles estimées par interpolation ou extrapolation. Pour la commune, le premier recensement exhaustif entrant dans le cadre du nouveau dispositif a été réalisé en 2005.

En 2022, la commune comptait 1 460 habitants, en évolution de +4,51 % par rapport à 2016 (Jura : −0,81 %, France hors Mayotte : +2,11 %).
| 1793 | 1800 | 1806 | 1821 | 1831  | 1836  | 1841  | 1846  | 1851  |
| ---- | ---- | ---- | ---- | ----- | ----- | ----- | ----- | ----- |
| 880  | 950  | 962  | 971  | 1 022 | 1 063 | 1 094 | 1 070 | 1 116 |

| 1856  | 1861  | 1866  | 1872  | 1876  | 1881  | 1886  | 1891  | 1896  |
| ----- | ----- | ----- | ----- | ----- | ----- | ----- | ----- | ----- |
| 1 043 | 1 116 | 1 130 | 1 104 | 1 100 | 1 080 | 1 055 | 1 012 | 1 049 |

| 1901 | 1906 | 1911 | 1921 | 1926 | 1931 | 1936 | 1946 | 1954  |
| ---- | ---- | ---- | ---- | ---- | ---- | ---- | ---- | ----- |
| 979  | 967  | 901  | 907  | 910  | 971  | 884  | 951  | 1 028 |

| 1962  | 1968  | 1975  | 1982  | 1990  | 1999  | 2005  | 2006  | 2010  |
| ----- | ----- | ----- | ----- | ----- | ----- | ----- | ----- | ----- |
| 1 217 | 1 339 | 1 368 | 1 330 | 1 300 | 1 362 | 1 395 | 1 404 | 1 357 |

| 2015  | 2020  | 2022  | - | - | - | - | - | - |
| ----- | ----- | ----- | - | - | - | - | - | - |
| 1 390 | 1 456 | 1 460 | - | - | - | - | - | - |

## Lieux et monuments

### Patrimoine architectural

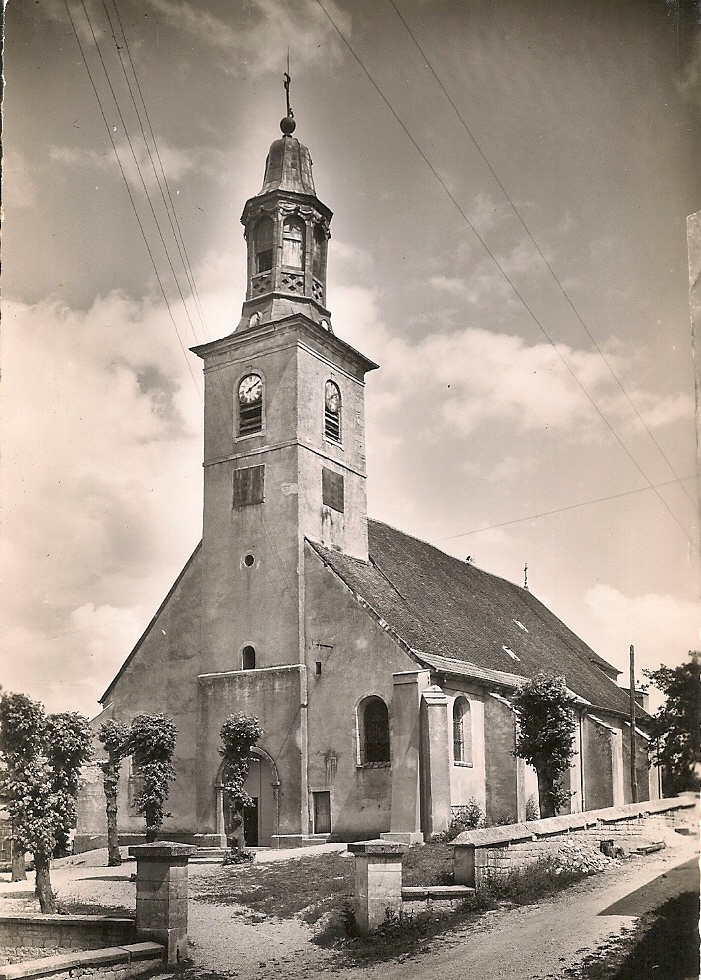
Église de Champvans, restaurée en 1682.

- Église Saint-Gengoult (XVIe s), rue de l'Église. Construite en 1535, elle s'est effondrée en 1800 sous le poids de sa charpente qui était faite de bois et de pierres, le clocher de type "lanterne" constituait une particularité architecturale. Elle fut reconstruite en 1814. À l'intérieur, des objets et tableaux de Besson (peintre dolois) de très grande valeur ont été retrouvés, dont quelques-uns sont exposés au Louvre. L'église abrite une statue de Saint-Vernier (fin XVIe siècle) et un tableau représentant Saint-Gengoult (XIXe siècle).
- Fontaine Saint-Gengoult (XVIIe-XIXe s), rue André GLEITZ. Erigée en 1682, elle abrite une statue en pierre du saint, en tenue de soldat.
- Fontaine de Priesle. Edifice construit au sud-ouest du village, afin d'alimenter en eau des abreuvoirs. Il fut bâti en pierre de taille en 1857.
- Mairie-école (XIXe s), rue André-Gleitz, surmontée jusqu'à une hauteur de 17m d'un fronton monumental supportant un campanile.
- Monument aux Morts 1914-1918. Il fut érigé en 1920 sous le mandat de F. Sauterey.
- Monument aux Morts 1939-1945. Il fut érigé en 1946, par souscriptions publiques.
- Lavoir (XIXe s), rue des Lavandières.
- Oratoire dédié à la Sainte Vierge (1838).
- Croix (1834), rue Gilbert LANOUZIERE.
- Châtelet.
- Château féodal.
- Moulin à vent (reconverti en habitation)
- Cimetière (1847 et extension de 1916) au portail monumental
- Borne de 1614 armoriée (armes du royaume de France et du Comté de Bourgogne).
- Stèle.
- Ancienne poste (1913).
- Scierie (XXe s), avenue de la Gare, inscrite à l'IGPC depuis 1989[17].

### Patrimoine naturel
- Sources.
- Bois de La Malnoue (700ha).
- Mont de Champvans ou Mont Coq (284m) et son arboretum.

## Voies
| 47 Odonymes recensés à Champvans | 47 Odonymes recensés à Champvans | 47 Odonymes recensés à Champvans | 47 Odonymes recensés à Champvans | 47 Odonymes recensés à Champvans | 47 Odonymes recensés à Champvans | 47 Odonymes recensés à Champvans | 47 Odonymes recensés à Champvans | 47 Odonymes recensés à Champvans | 47 Odonymes recensés à Champvans | 47 Odonymes recensés à Champvans | 47 Odonymes recensés à Champvans | 47 Odonymes recensés à Champvans |
| Allée                            | Avenue                           | Boulevard                        | Chemin                           | Impasse                          | Montée                           | Passage                          | Place                            | Route                            | Rue                              | Ruelle                           | Autres                           | Total                            |
| -------------------------------- | -------------------------------- | -------------------------------- | -------------------------------- | -------------------------------- | -------------------------------- | -------------------------------- | -------------------------------- | -------------------------------- | -------------------------------- | -------------------------------- | -------------------------------- | -------------------------------- |
| 0                                | 0                                | 0                                | 9                                | 5                                | 0                                | 1                                | 1                                | 1                                | 30                               | 0                                | 0                                | 47                               |
| Source :                         |                                  |                                  |                                  |                                  |                                  |                                  |                                  |                                  |                                  |                                  |                                  |                                  |

## Enseignement et périscolaire
Le village de Champvans possède une école publique, nommée « Jean Jaurès », qui inclut maternelle et élémentaire et se répartit sur deux bâtiments distincts :
- l'école maternelle Louis Pergaud, au 16 rue de l'Église : petite, moyenne et grande section maternelle.
- l'école élémentaire Jean Jaurès, au 2 rue André Gleitz, qui se trouve dans le même bâtiment que la mairie, et compte 5 classes : CP, CE1,CE2,CM1 et CM2 ;
- un centre de loisirs sans hébergement, à côté de l'école : Les Galopins du groupe les Francas (nombreuses activités, jeux, balades, sorties en parc d'attractions, balades à dos d’ânes, dans les bois...). Désormais la gestion des centres de loisirs est prise en charge par la communauté d'agglomération (Grand Dole).

## Évènements
- Téléthon (lâché de ballons, exposition de voitures anciennes, vente d’huîtres, cross, grand concert (Les Infidèles en 2018), cabaret, gala de magie, Moliére du Téléthon, dégustation du beaujolais nouveau ...etc.)
- Fête de la musique : l'événement est fêté depuis 1998 notamment grâce au soutien de l'association AJC et du Foyer Rural.
- Jumelage avec le village allemand de Hüffenhardt depuis 1980.
- Brocante artisanale.
- Puces et marché artisanal.
- Foire "vins et saveurs".
- Concerts.
- En juin 2008, l'association AJC a décidé d'organiser la fête de la musique en plein air sur la nouvelle place du lavoir pour présenter notamment le nouvel album du groupe Champvannais "Carbone 14" renommé aujourd'hui Festival Faites de la zik !
- Kermesse
- Festival de Jazz bisannuel depuis juin 2011 réunissant de nombreux groupes de Jazz de l'est de la France appelé "Zoot Festival". Organisé par le Banda-Jazz.
- Cabaret de jazz annuel mi-mars.
- Cabaret spectacle.
- Concert de chorale la Clé des chants.
- Randonnée des 30 clochers : en marchant, en courant ou à vélo.
- Traversée du Grand-Dole.
- Marche populaire.
- Les foulées de Champvans.
- Bal des Classes, réveillon de la Saint-Sylvestre... organisé par le Foyer Rural.
- Le village avait reçu en concert le chanteur H.F. Thiéfaine pour soutenir l'école menacée de perdre une classe.
- Spectacle historique Une fille de la forêt avec la présence d'André Besson.
- La fête des cerises.
- Arena Festival organisé par le Foyer Rural.

## Personnalités liées à la commune
- Gaston Bourgeois, Juste parmi les nations, y est né.

## Sources